# Spleetneusvleermuizen
De spleetneusvleermuizen (Nycteris) zijn een geslacht van vleermuizen. Het is het enige geslacht binnen de familie Nycteridae. Ze danken hun naam aan een spleet die door het gezicht loopt.
De spleetneusvleermuizen hebben grote oren en brede vleugels. De staart is lang en eindigt in een T- of Y-vormige, kraakbenen top. Deze eigenschap is uniek voor de spleetneusvleermuizen: er is geen ander zoogdier bekend waarvan de staart in een T-vorm eindigt. Het staartmembraan omgeeft de staart geheel. Van het voorhoofd naar de neusgaten en de bovenlip loopt een spleet. Rond de spleet loopt een serie van kwabben. De spleet ligt soms verscholen achter de vacht of achter het neusblad. Deze vleermuizen hebben een lange, zijdeachtige vacht, die bruin tot grijs van kleur is.
Spleetneusvleermuizen worden 10 tot 36 gram zwaar en 40 tot 93 millimeter lang. De voorarmlengte ligt tussen de 32 en de 66 millimeter, en de staart wordt 43 tot 75 millimeter lang.
Spleetneusvleermuizen rusten in koele, donkere, meestal vochtige plaatsen als grotten, rotsholen, holle bomen of gebouwen. Sommige soorten overnachten ook in dichte struiken, termietenheuvels, in boomkruin of zelfs in het hol van een aardvarken. Ze rusten alleen of in groepen tot wel duizend dieren.
Spleetneusvleermuizen komen voor in geheel Afrika, Zuidwest- en Zuidoost-Azië, behalve de droogste of al te open gebieden als de Sahara. Ze komen in verscheidene habitats voor. Ze jagen het liefst laag boven dichte begroeiing, als struwelen en rietkragen.
Spleetneusvleermuizen zijn trage, behendige vliegers, die pas laat na zonsondergang uitvliegen om te jagen. Ze jagen op grotere insecten als krekels, sprinkhanen, motten, rupsen, cicaden, vliegen en vliegende termieten, en op spinnen en schorpioenen. Grotere soorten eten ook kleine gewervelde dieren, waaronder vissen en andere vleermuizen. Tijdens het jagen stoten ze zeer zachte fluisterende geluiden uit. Mogelijk zorgen de kwabben rond de spleet voor een sterkere verspreiding van deze geluiden. Ze plukken hun voedsel van vegetatie af of van de grond, of ze vangen het in de vlucht. De prooi worden naar een vaste plaats gedragen, waar het wordt opgegeten.

## Classificatie
Er zijn tot veertien soorten spleetneusvleermuizen bekend, allen behorende tot het geslacht Nycteris.
- Familie Nycteridae (Spleetneusvleermuizen)
  - Geslacht Nycteris (Spleetneusvleermuizen)
    - Nycteris arge
    - Nycteris aurita
    - Nycteris gambiensis
    - Nycteris grandis – Grote spleetneusvleermuis
    - Nycteris hispida – Ruigharige spleetneusvleermuis
    - Nycteris intermedia
    - Nycteris javanica – Pronkneusvleermuis
    - Nycteris macrotis
    - Nycteris major
    - Nycteris nana
    - Nycteris parisii
    - Nycteris thebaica – Thebaanse spleetneusvleermuis
    - Nycteris tragata
    - Nycteris woodi

Vleerhonden · Kitti's varkensneusvleermuis · Klapneusvleermuizen · Reuzenoorvleermuizen · Hoefijzerneuzen · Bladneusvleermuizen van de Oude Wereld · Spleetneusvleermuizen · Schedestaartvleermuizen · Nieuw-Zeelandse vleermuizen · Hechtschijfvleermuizen · Furievleermuizen · Hazenlipvleermuizen · Plooilipvleermuizen · Bladneusvleermuizen van de Nieuwe Wereld · Trechteroorvleermuizen · Zuigschijfvleermuizen · Bulvleermuizen · Miniopteridae · Gladneuzen